# Örebro revir
Örebro revir var ett skogsförvaltningsområde inom Bergslags överjägmästardistrikt, Örebro län, som omfattade Glanshammars och Örebro härad, Grythytte och Hällefors, Nora och Hjulsjö, Karlskoga, Nya Kopparbergs och Lindes bergslag samt vissa delar av Ramsbergs och Fellingsbro bergslag. Det var indelat i fyra bevakningstrakter och omfattade 20 097 hektar allmänna skogar 1920, varav tre kronoparker med en areal av 9 285 hektar.